# Princess Lover!
Princess Lover! (яп. プリンセスラバー! Пуринсэсу Раба:!) — японский визуальный роман, созданный Ricotta. Впервые игра была выпущена 27 июня 2008 года для ПК и имела возрастные ограничения 18+. Затем 28 января 2010 года был выпущен релиз для PlayStation-2 без возрастных ограничений. Геймплей в «Princess Lover!» следует линейной сюжетной линии, которая предлагает заранее определённый сценарий. Повествование сосредоточено на четырёх главных женских персонажах.
Игра была адаптирована в три ранобэ, написанных Уцусэми и иллюстрированных Хюмой Кицухи. После была начата адаптация в две манги. Премьера аниме адаптации производства студии GoHands состоялась в Японии 5 июля 2009 года. Также 3 июля 2009 года было запущено интернет-радиошоу для продвижения аниме-адаптации.

## Персонажи
- Тэппэй Арима (яп. 有馬 哲平 Арима Тэппэй) — главный герой, обыкновенный японский школьник и до начала сериала рос в счастливой семье, а отец владел магазином лапши. В один прекрасный день, возвращаясь из школы, узнаёт, что его родители погибли в автомобильной аварии, после чего его приютил его дед, являющийся владельцем крупного и мощного финансового комбината «Арима». Дед объявляет Тэппэя наследником корпорации, а сам Тэппэй поступает в самую престижную частную школу в Японии. Тэппэй — фехтовальщик, владеющий различными методиками.

Сэйю: Такуми Тэрасима (аниме, PS2)
- Сильвия ван Хоссен (яп. シルヴィア＝ファン・ホッセン Сирувиа фан Хоссэн)

одна из четырёх главных героинь серии. Невеста Тэппея. Сильвия является представителем благородного рода из фламандского княжества Восточной Европы. Она воспитана в лучших традициях, строга, сдержана, превосходно фехтует, а также является капитаном военного подразделения «Наездники». У неё есть младшая сестра Мария, мечтающая выдать её замуж за Тэппэя. Также влюблена в него, но сначала держит некоторую расстояние Тэппеем но проявление её чувств показано в 11-м эпизоде. Обладает пышными формами. Старшая из двух дочерей Винсента, главы семьи ван Хосен. Лучшая подруга Шарлотты, принцессы Хейзерлинк. Капитан фламандской военной части Всадники. В целом она девушка с жестким характером, с высокими моральными стандартами и имеет тенденцию использовать их на Тэппее, ей трудно выразить свои чувства к нему, она предпочитает действовать, нежели говорить. Сильно любила свою покойную мать, но не смогла плакать на её похоронах. Её чувства к Тэппею аналогичные тем, которые она имеет в памяти к своей матери. Посещает школу в Японии. Сильвия обычно доминирует над Тэппеем.
Сэйю: Судзунэ Кусуноки (PC) / Мэгуми Тоёгути (аниме) / Эрика Харуми (PS2)
- Шарлотта Хейзерлинк (яп. シャルロット＝ヘイゼルリンク Сяруротто Хэйдзэруринку)

одна из четырёх главных героинь серии и принцесса княжества Хейзерлинк. Первая встретила Тэппэя. Она любит дразнить Тэппэя и имеет весёлый характер. Она является другом детства Сильвии и немного ревнует, потому что именно Сильвию сватают Тэппэю. У неё есть дворецкий, который является её защитником, который часто идёт на многое, чтобы защитить её.
Сэйю: Кадзанэ (PC) / Рёка Юдзуки (аниме) / Ая Эндо (PS2)
- Сэйка Ходзёин (яп. 鳳条院 聖華 （Хо:дзё:ин Сэйка)

Одна из четырёх главных героинь сериала. Дочь семьи Хёдзёин, чья компания является соперником «Арима». Сначала ей не нравился Тэппэй, когда тот впервые прибыл в академию Шуно, она его почти возненавидела. Президент Социального клуба, позволяет вступать в свой клуб только тем, кто соответствует её моральным критериям и имеет право на членство. Вне школы является популярной моделью и одной из самых одаренных молодых модельеров во всей Японии. Несмотря на своё внутреннее сопротивление, она медленно влюбляется в Тэппэя. Сэйка имеет импульсивный и довольно тяжелый характер. Тем не менее, она, не зная, как будет реагировать Тэппэй, она начинает сдерживать свои эмоции, его поведение становится мягче.
- Ю Фудзикура (яп. 藤倉 優 Фудзикура Ю:)

Молодая девушка-горничная семьи Арима, которая помогает Тэппэю советами. Была в детском доме с раннего возраста, пока Исин Арима не взял её к себе. Поклялась служить семье Арима, чтобы отблагодарить за это. Считает честью быть назначенной в качестве горничной Тэппэя, следующем наследником финансовой группы Арима. Ю — эксперт в компьютерах, может печатать и работать с почти нечеловеческой скоростью. Думает о Исине Иариме как отце и питает нежные чувства к Тэппэю, но чувствует себя слишком низкой в социальном классе, чтобы быть с ним. Тэппэй сравнивает Ю со своей матерью.

## Критика
В обзоре аниме-сериала критик интернет-портала THEM Anime Брэдли Мик отметил, что работа выполнена с отличной аудио-визуальной составляющей, но отличается общей слабостью проработки сюжета и характеров, отличавшихся, по его мнению, «слащавостью» и многочисленными клише. Несмотря на это Мик указал, что в сериале просматривался потенциал для дальнейшего развития молодой студии GoHands.